# Filip I z Rouvres

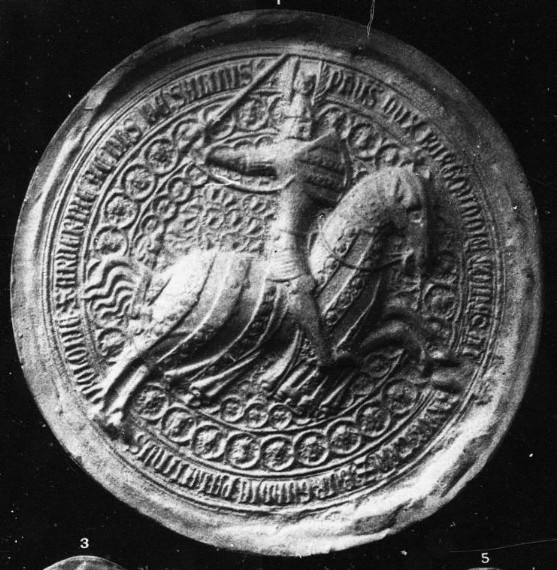
Pieczęć Filipa I

Filip I z Rouvres (ur. w 1344 r., zm. 21 listopada 1361 r. w Rouvres-en-Plaine) – książę Burgundii od 1349 r., hrabia Burgundii i hrabia Artois od 1347 r., hrabia Boulogne i hrabia Owernii od 1360 r., z dynastii burgundzkiej.

## Życiorys
Filip był jedynym synem Filipa z Burgundii, syna księcia burgundzkiego Odona IV, oraz Joanny, córki hrabiego Owernii i hrabiego Artois Wilhelma XII. Ponieważ ojciec zmarł w 1346 r., przed śmiercią swoich rodziców, to Filip I w 1347 odziedziczył po swej babce ze strony ojca, Joannie francuskiej hrabstwo Burgundii i Artois, a w 1349 r., po śmierci dziadka Odona IV, księstwo Burgundii. Ponieważ miał wówczas zaledwie parę lat, rząd opiekuńcze w jego imieniu sprawowała jego matka oraz jej nowy mąż król Francji (od 1350 r.) Jan II Dobry.
Jan II Dobry zreformował instytucje burgundzkie na wzór francuski. Gdy w 1356 r. dostał się w bitwie pod Poitiers do niewoli angielskiej, rządy opiekuńcze sprawowała matka. Zmarła w 1360 r. i wówczas Filip odziedziczył po niej hrabstwo Boulogne i hrabstwo Owernii.
Panowanie Filipa przypadło na czasy wojny stuletniej. W 1359 r. wojsko Filipa zostało pokonane przez sprzymierzonego z Anglikami króla Nawarry Karola II Złego, wobec czego Filip w 1360 r. został zmuszony do zawarcia pokoju z królem Anglii Edwardem III. Mimo to Filip wyparł Anglików z Nivernais, a następnie udał się do Artois. Gdy powrócił do Burgundii, zmarł wskutek zarazy.
Filip był żonaty z Małgorzatą, córką hrabiego Flandrii Ludwika de Male. Ponieważ nie pozostawił potomków, na nim wygasła burgundzka linia Kapetyngów. Potężne terytoria zgromadzone pod jego berłem zostały podzielone i przypadły różnym dziedzicom.